# Apontamentos Phytogeographicos
Apontamentos Phytogeographicos (abreviado Apont.) es un libro ilustrado con descripciones botánicas que fue editado por el explorador y botánico austríaco Friedrich Welwitsch en el año 1858, con el nombre de Apontamentos Phyto-geographicos sobre da Flore da Provincia de Angola na Africa Equinocial.